# ویکونا مکنا
ویکونا مکنا (به اسپانیایی: Vicuña Mackenna) یک منطقهٔ مسکونی در آرژانتین است که در بخش ریو کوارتو واقع شده‌است. ویکونا مکنا ۲٫۰۰۰٫۰۰۰ نفر جمعیت دارد و ۱۹۵ متر بالاتر از سطح دریا واقع شده‌است.